# Peter Kudella

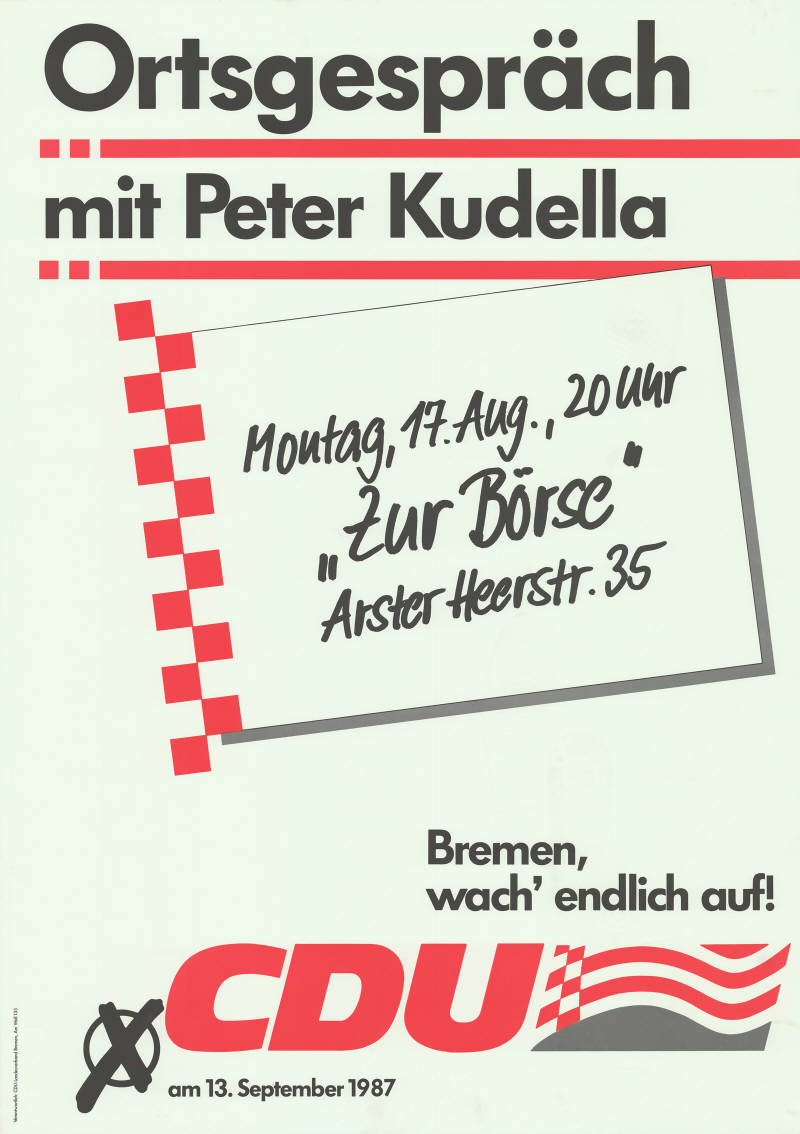
Ortsgespräch mit Peter Kudella in Bremen am 13. September 1987

Peter Kudella (* 20. September 1941 in Guttentag, Oberschlesien; † 18. Juli 2010) war ein deutscher Verwaltungsangestellter, Berufssoldat und Politiker (CDU).

## Biografie

### Ausbildung und Beruf
Kudella absolvierte eine Verwaltungslehre bei einem Krankenkassenverband und war dann zunächst als Soldat auf Zeit bei der Bundeswehr tätig, später als Berufssoldat. 

### Politik
1964 trat er der CDU bei. 1975 wurde er in die Bremische Bürgerschaft gewählt. Ab 1979 war er Vorsitzender des Landesverbands Bremen der Christlich-Demokratischen Arbeitnehmerschaft (CDA); von 1983 bis 1989 war er Stellvertretender Bundesvorsitzender der CDA. Er leitete den Untersuchungsausschuss zur Geiselnahme von Gladbeck vom August 1988, bei der in einem Bremer Linienbus ein 16-jähriger Junge erschossen worden war. Von 1989 bis 1995 war er als Nachfolger von Reinhard Metz Fraktionsvorsitzender der CDU-Fraktion in der Bürgerschaft. Schwerpunkte seiner politischen Arbeit waren die Themen Wirtschaft, Arbeit und Baupolitik. Seine Nachfolge im Fraktionsvorsitz übernahm 1995 Ronald-Mike Neumeyer.
Nach der Bildung der Großen Koalition in Bremen im Mai 1995 verzichtete er auf sein Bürgerschaftsmandat, das er insgesamt zwanzig Jahre lang innehatte, und zog sich schrittweise aus der aktiven Politik zurück. Kudella galt als „Querdenker […], der seinen eigenen Kopf und innere Unabhängigkeit gehabt habe“ und war auch nach seinem Abschied aus der Tagespolitik wegen seiner „Fähigkeit, Konflikte zu lösen“ gefragt gewesen, so Bürgerschaftspräsident Christian Weber (SPD) in seinem Nachruf. Unter anderem moderierte Kudella zwischen der Stadtgemeinde Bremen und betroffenen Bürgern, als es 2002 um die Sanierung des Kleingartengebietes Waller Fleet ging, oder 2004–2006 um den Bau des Wesertunnels bei Seehausen.

### Weitere Mitgliedschaften
Er gehörte dem Vorstand der Bürgerstiftung Bremen seit deren Errichtung im Jahr 2002 bis zu seinem Tod an; unter anderem entwickelte und betreute er dort das Projekt „Konfliktbearbeitung in Schulen“.